# Glossina haningtoni
Glossina haningtoni är en tvåvingeart som beskrevs av Robert Newstead och Evans 1922. Glossina haningtoni ingår i släktet tsetseflugor, och familjen Glossinidae. Inga underarter finns listade i Catalogue of Life.